# Selimiye-moskee

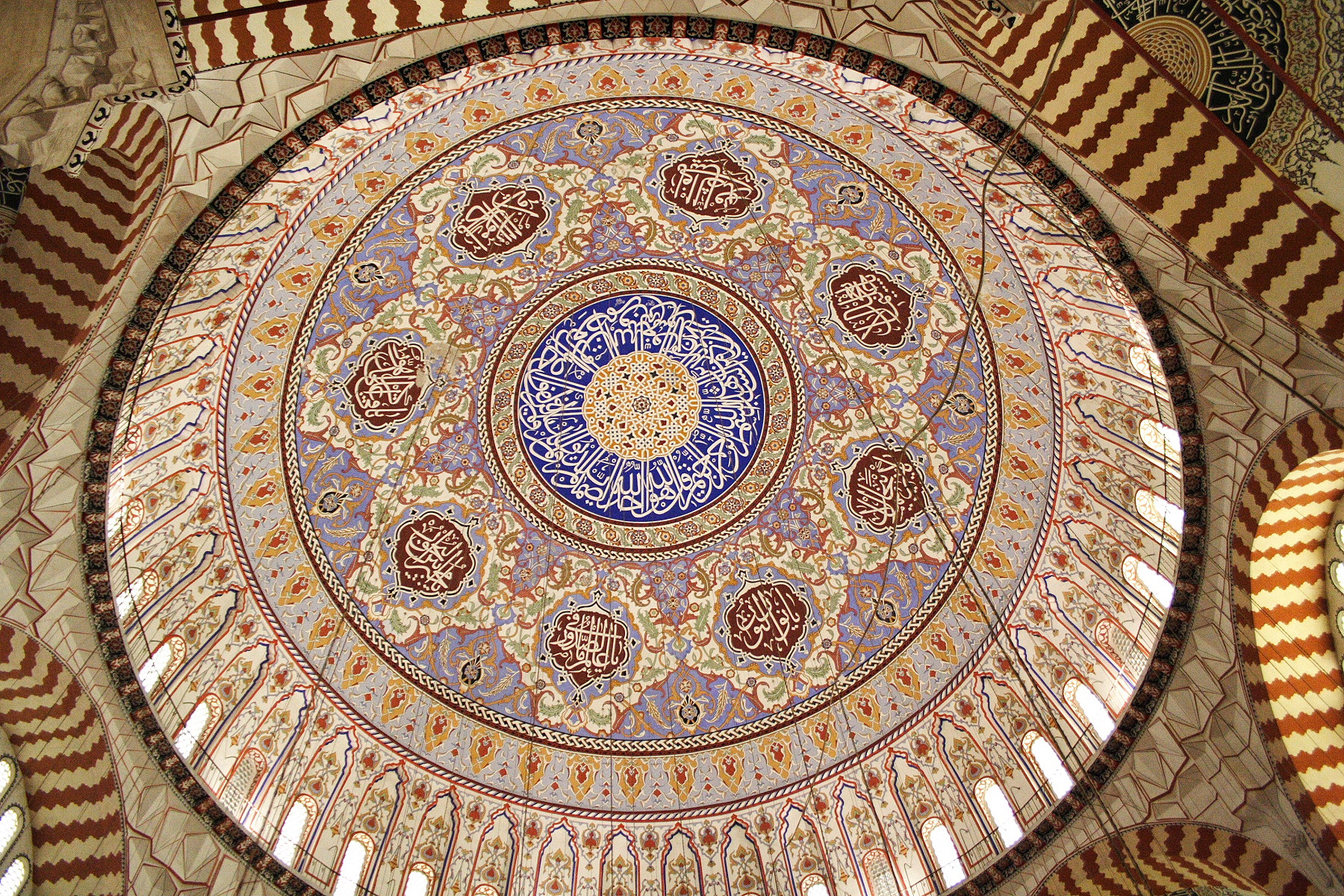
Binnenkant van de koepel.

De Selimiye-moskee is de grootste moskee en het opvallendste gebouw in de Turkse stad Edirne. De moskee werd gebouwd tussen 1568 en 1574 en werd ontworpen door de architect Sinan in opdracht van de Ottomaanse sultan Selim II.
In 2011 besloot het comité van de Unesco het verzoek van het Turks kabinet om de Selimiye-moskee op de Werelderfgoedlijst te zetten, goed te keuren.

## Complex
De moskee is onderdeel van een complex gebouwen dat tegelijkertijd werd gebouwd (een kulliya). In het complex bevinden zich onder andere een madrassa (islamitisch leercentrum), een dar ul-hadis (jongensschool), een arasta (rij winkels) en een bibliotheek. De arasta is dwars op de ingang van de moskee gebouwd, die op een verhoging boven de stad ligt. Om de moskee heen bevindt zich, zoals gebruikelijk bij grote Turkse moskeeën, een groot park.

## Moskee
Tijdens de bouw heeft Sinan gezegd dat de Selimiye-moskee zijn meesterwerk was. De eerder door hem ontworpen Süleymaniye-moskee te Istanboel was wel groter, maar had niet de optimale lichtval en ruimtebeleving die in de Selimiye-moskee te ervaren zijn. De muren omsluiten een vierkante ruimte, maar de centrale koepel rust op acht pilaren die door bogen verbonden zijn met de binnenkant van de muren. Op de op die manier ontstane ruimtes aan de hoekpunten van de vierkante plattegrond rusten vier kleinere halfkoepels.
Sinan ontwierp de grote gebedsruimte als één geheel, zodat het mihrab vanuit elk punt in de ruimte te zien is, iets dat in die tijd nog niet gebruikelijk was. Het mihrab is een kleine inspringende alkoof met aan drie kanten ramen, waardoor de tegels aan de binnenkant door zonlicht beschenen worden.
De koepel meet 31,28 m in diameter en bevindt zich 43,28 m boven de grond. Daarmee is de koepel net iets groter dan de koepel van de Hagia Sophia, een gebouw dat Sinan als voorbeeld diende.
Op de vier hoekpunten van de moskee staan 71 m hoge minaretten, in verhouding slanker dan ooit eerder gebouwd.
De symmetrie van het ontwerp geeft de moskee een schoonheid, die het resultaat was van Sinans levenslange zoektocht naar optimale verhoudingen.
De marmeren kansel en de grijze plaatbedekking (van leisteen) zijn typisch voor deze moskee. Een deel van de leistenen platen werd geroofd door het Russische leger toen dit in 1878 Edirne bezette.
Nationaal park Göreme en de rotsen van Cappadocië ·
Grote Moskee en Hospitaal van Divrigi ·
Historische gebieden van Istanboel ·
Hattusha, hoofdstad van de Hittieten ·
Nemrut Dağı · 
Hierapolis en Pamukkale · 
Xanthos-Letoon ·
Safranbolu ·
Archeologisch Troje ·
Selimiye-moskee en zijn sociaal complex ·
Site van Çatal Hüyük ·
Bursa en Cumalıkızık: de geboorte van het Ottomaanse Rijk ·
Pergamon en zijn veelgelaagde cultuurlandschap ·
Cultuurlandschap van het Fort van Diyarbakır en de tuinen van Hevsel ·
Efeze ·
Archeologische site van Ani·
Aphrodisias ·
Göbekli Tepe ·
Tell van Arslantepe
- Gemeinsame Normdatei: 4266755-0
- Library of Congress Control Number: n98951294
- Nationale Bibliotheek van Tsjechië: kn20131125005
- Nationale Bibliotheek van Israël: 987007456875305171
- Virtual International Authority File: 248648159